# 佛眼清远
佛眼清远（1067年—1120年），成都府路邛州临邛县（今四川省成都市邛崍市）人，俗姓李，北宋禅宗临济宗杨岐派第4代高僧，同圆悟克勤、佛鉴慧勤一同被誉为“东山三杰”。

## 生平
治平四年（1067年），佛眼清远出生在成都府路邛州临邛县（今四川省成都市邛崍市），俗姓李。元丰三年（1080年），佛眼清远出家为僧，学习《法华经》。佛眼清远行脚至舒州太平寺，承接了五祖法演的法嗣。佛眼清远曾住在天宁万寿寺、龙门寺、和州褒山寺，并且被封为“佛鉴禅师”。宣和二年（1120年）冬至前日，佛眼清远圆寂。

## 弟子
西禅文琏、竹庵士珪、雪堂道行、白杨法顺、牧庵法忠、云居法如、高庵善悟、正堂明辩、真牧正贤、三圣道方、给事冯楫、成都世奇、雲居祖、方广深、净居尼惠温